# توني بيكر
توني بيكر (بالإنجليزية: Tony Becker)‏ هو ممثل أمريكي، ولد في 14 سبتمبر 1963 بلوس أنجلوس في الولايات المتحدة.

## وصلات خارجية
- توني بيكر على موقع IMDb (الإنجليزية)
- توني بيكر على موقع قاعدة بيانات الفيلم (الإنجليزية)